# Guatemalazwergkauz
Der Guatemalazwergkauz (Glaucidium cobanense) auch Guatemala-Sperlingskauz ist eine kleine Eulenart aus der Gattung der Sperlingskäuze. Er kommt ausschließlich in Zentralamerika vor. 

## Erscheinungsbild
Der Guatemalazwergkauz erreicht eine Körpergröße von etwa 16 bis 18 Zentimetern. Federohren fehlen. Es gibt eine braune und eine rötlich-braune Farbmorphe. Die rötlichen Farbmorphen überwiegen dabei. Der Oberkopf und der Nacken weisen blassere Flecken auf. Im Nacken befindet sich ein auffälliges Occipitalgesicht. Der Schwanz ist zimtfarben mit sechs blassen Fleckenreihen. Die Körperunterseite ist weißlich mit auffälligen Längsstreifen. Die Augen sind gelb. 
Es gibt mehrere Sperlingskauz-Arten, mit denen der Guatemalazwergkauz verwechselt werden kann. Der Gnomenzwergkauz ist dunkler und hat eine bräunliche Brust. Der Costa-Rica-Zwergkauz ist an den Brustseiten bis zu den Flanken braun. Der Brasilzwergkauz ist auf der Kopfseite gestreift und der Graukopf-Zwergkauz ist kleiner mit einem graubraunen Kopf. 

## Verbreitungsgebiet und Lebensraum
Das Verbreitungsgebiet des Guatemalazwergkauzes reicht vom Süden Mexikos bis nach Guatemala und Honduras. Er ist ein Standvogel, der überwiegend Bergwälder besiedelt. 

## Lebensweise
Der Guatemalazwergkauz ist teilweise tagaktiv. Ansonsten ist sehr wenig über seine Lebensgewohnheiten oder seine Brutbiologie bekannt. Er frisst vermutlich überwiegend Insekten sowie kleine Wirbeltiere. Er brütet in Spechthöhlen und sein Gelege besteht aus drei bis vier weißen Eiern.

## Belege

### Einzelbelege
1. ↑   König et al., S. 399
2. ↑   König et al., S. 400